# Лапорт (Пенсільванія)
Лапорт (англ. Laporte) — місто (англ. borough) в США, в окрузі Салліван штату Пенсільванія. Населення — 314 особи (2020).

## Географія
Лапорт розташований за координатами 41°25′3″ пн. ш. 76°29′32″ зх. д. / 41.41750° пн. ш. 76.49222° зх. д. (41.417596, -76.492176). За даними Бюро перепису населення США в 2010 році місто мало площу 3,19 км², з яких 2,76 км² — суходіл та 0,42 км² — водойми.

## Демографія
Згідно з переписом 2010 року, у селищі мешкало 316 осіб у 109 домогосподарствах у складі 67 родин. Густота населення становила 99 осіб/км². Було 251 помешкання (79/км²).
Расовий склад населення:
| - 98,1 % — білих - 0,9 % — корінних американців - 0,6 % — чорних або афроамериканців - 0,3 % — азіатів |

До двох чи більше рас належало 0,0 %. Частка іспаномовних становила 0,9 % від усіх жителів.
За віковим діапазоном населення розподілялося таким чином: 8,5 % — особи молодші 18 років, 49,1 % — особи у віці 18—64 років, 42,4 % — особи у віці 65 років та старші. Медіана віку мешканця становила 61,7 року. На 100 осіб жіночої статі у селищі припадало 84,8 чоловіків; на 100 жінок у віці від 18 років та старших — 82,9 чоловіків також старших 18 років.
Середній дохід на одне домашнє господарство становив 78 111 долар США (медіана — 60 313), а середній дохід на одну сім'ю — 86 275 доларів (медіана — 88 333). За межею бідності перебувало 7,5 % осіб, у тому числі 15,8 % дітей у віці до 18 років та 4,5 % осіб у віці 65 років та старших.
Цивільне працевлаштоване населення становило 128 осіб. Основні галузі зайнятості: освіта, охорона здоров'я та соціальна допомога — 25,8 %, будівництво — 21,9 %, виробництво — 12,5 %, транспорт — 6,3 %.